# Piliny, Nógrád
Piliny  este un sat în districtul Szécsény, județul Nógrád, Ungaria, având o populație de 647 de locuitori (2011). 

## Demografie
Componența etnică a satului Piliny
     Maghiari (89,4%)
     Romi (10,6%)
Componența confesională a satului Piliny
     Fără religie (5,87%)
     Luterani (2,16%)
     Reformați (1,08%)
     Necunoscută (90,88%)
Conform recensământului din 2011, satul Piliny avea 647 de locuitori. Din punct de vedere etnic, majoritatea locuitorilor (89,4%) erau maghiari, cu o minoritate de romi (10,6%). Nu există o religie majoritară, locuitorii fiind persoane fără religie (5,87%), luterani (2,16%) și reformați (1,08%). Pentru 90,88% din locuitori nu este cunoscută apartenența confesională.